# Добан де Силуэт, Анри
Анри Леон Эрнест Добан де Силуэт (фр. Henri Léon Ernest Dauban de Silhouette; 7 июля 1901, Силуэт — 23 мая 1991, Мон-Флёри) — британский легкоатлет, выступавший в метании копья. Участник летних Олимпийских игр 1924 года.

## Биография
Анри Добан де Силуэт родился 7 июля 1901 года на острове Силуэт на принадлежащих Великобритании Сейшельских островах в известной местной семье.
Рос во Франции.
Чуть больше года проработал в Лондоне, работая в коммерческой фирме. В этот период с июня 1923 года до конца следующего сезона выступал в легкоатлетических соревнованиях за «Блэкхит Харриерз». За это время завоевал серебряную медаль любительского чемпионата Англии и выиграл чемпионат южных графств в метании копья.
В 1924 году вошёл в состав сборной Великобритании на летних Олимпийских играх в Париже. В метании копья занял 27-е место, показав результат 44,70 метра и уступив 11,45 метра худшим из попавших в финал с 6-го места Юрьо Экквисту из Финляндии и Вильяму Нойфельду из Швеции.
Умер 23 мая 1991 года в сейшельском округе Мон-Флёри.

## Личный рекорд
- Метание копья — 50,47 (1924)[2]